# Jhampodar
Jhampodar fou un petit estat tributari protegit a la divisió o prant de Jhalawar al Kathiawar, província de Gujarat, presidència de Bombai. Estava format per un sol poble amb tres tributaris separats. Estava a uns 16 km a l'est de Wadhan. Els tres thakurs eren dels jhala rajputs i dels bhayads de Wadhan. Els ingressos s'estimaven en 412 lliures i el tribut de 13 lliures es pagava al govern britànic. La població el 1872 era de 449 persones i el 1881 de 561.